# Kevin Hartman
Kevin Hartman (25 de maig de 1974 en Athens, Ohio) és un futbolista estatunidenc que des del 2010 juga pel FC Dallas de la Major League Soccer.